# Peter Welzel (Chemiker)
Peter Welzel (* 1937 in Eisleben; † 22. Juli 2008) war ein deutscher Chemiker (Organische Chemie, Naturstoffchemie) und Hochschullehrer an der Universität Leipzig.
Welzel wuchs in Sangerhausen auf, wo er auch Abitur machte. Er studierte ab 1956 Chemie an der Universität Bonn und wurde 1965 in Bonn promoviert mit einer Dissertation über Naturstoffchemie (Zur Struktur einiger tetrasubstituierter Aporphinalkaloide). 1966/67 war er am Imperial College London. 1971 habilitierte er sich in Bonn und war dort Privatdozent. Er war seit 1973 Professor an der Ruhr-Universität Bochum und seit 1994 Professor für Organische Chemie und Naturstoffchemie an der Universität Leipzig und 1999 bis 2001 Dekan der Fakultät für Chemie und Mineralogie. 2002 wurde er emeritiert.
Er befasste sich mit Naturstoffsynthesen, zum Beispiel von Prostaglandinen und deren Vorstufen.
Er war Vorsitzender und Gründer des Freundeskreises des Schauspielhauses in Leipzig und gründete die Leipziger Schauspielstiftung.
1999 erhielt er die Otto-Wallach-Plakette und er erhielt die Universitätsmedaille der Universität Leipzig.

## Schriften
- Prostaglandine. In: Chemie in unserer Zeit. Band 7, Nr. 2, 1973, S. 43–48.